# Centre commercial numérique Yuanwang
Le Centre commercial numérique Yuanwang (chinois : 远望数码商城 ; pinyin : yuǎnwàng shùmǎ shāngchéng, également connu sous son nom anglais de Yuanwang digital mall) est un centre commercial d'une surface totale de 30 000 m2, comprenant des nombreux grossistes et détaillants de produits électroniques tels que des tablettes tactiles, téléphones, périphériques et composants électroniques. Il est situé dans l'immeuble SEG Plaza, dans le district de Futian, dans le centre-ville de Shenzhen, en République populaire de Chine,
Il est situé près de la station de métro Route Huaqiang (en) (华强路站, huáqiáng lù zhàn, cantonais Jyutping : Waa⁴ koeng⁴ lou⁶ zaam⁶).
Le centre accueille plus de 1 000 000 visiteurs par jour, provenant de plus de 50 pays